# Globe Trekker
Globe Trekker, também conhecido como Pilot Guides no Canadá e nos Estados Unidos, é uma série de televisão inglesa produzida pela Pilot Productions. Originalmente transmitida no Brasil como Planeta Solitário, pelo canal de televisão a cabo People & Arts, também é transmitida pelo Discovery Travel & Living, onde recebeu o nome de Mochileiros. A série foi inspirada na coleção de livros de viagem Lonely Planet ("Planeta Solitário") e começou a ser transmitida em 1994. Atualmente, o programa é visto para mais de 40 países, em seis continentes.

## Apresentadores
| - Adela Ucar Innerarity - Alex Riley - Andrew Daddo - Bradley Cooper - Brianna Barnes - Christina Chang - Estelle Bingham - Holly Morris - Ian Wright (dublado no Brasil por Élcio Sodré) - Jonathan Atherton - Justine Shapiro (dublada no Brasil por Nair Silva) | - Katy Haswell - KT Comer - Lavinia Tan - Megan McCormick (dublada no Brasil por Raquel Marinho) - Neil Gibson - Nikki Grosse - Sami Sabiti - Shilpa Mehta - Zay Harding - Zoe Palmer |